# Алекс Піна
Алекс Піна (ісп. Álex Pina Calafi, нар. 23 червня 1967, м. Памплона) — іспанський телевізійний продюсер, письменник, творець серіалів та режисер, відомий за кримінальною драмою «Паперовий будинок». Попередні демонстрації включають «Візаві», «Причал» та «Люди Пако». Зйомки його новітнього серіалу — «Червоне небо» — розпочалися в листопаді 2019 року, а «Білі лінії», продукція Netflix разом із серіалом «Корона», вперше вийшла на прокат 15 травня 2020 року. Журнал «Голівудський репортер» вніс до списку роботу Піна як «найкраще міжнародне шоу 2019 року».

## Життєпис
Завершивши навчання в Наварському університеті (1985—1990), він закінчив навчання на магістратурі з аудіовізуального виробництва та програмування в Наварському університеті, на аспірантурі режисури та аспірантурі сценарію в Університетській школі мистецтв.
Він розпочав свою кар'єру журналістом у пресі, таких видань як «Щоденник басків» та «Щоденник Майорки», а пізніше в Агенції преси Європи.
У 1993—1996 рр. він працював сценаристом та редактором у «Videomedia», доки не приєднався до «Globomedia» у 1996 році.
У 1997 р. в цій же продюсерській компанії він розпочав свою кар'єру як сценарист телевізійного серіалу «Більше, ніж друзі», звідти він почав виконувати ролі творця та виконавчого продюсера в знакових іспанських серіалах, таких як «Серано», «Люди Пако» та «Корабель».
Наприкінці 2016 р., після запуску «Візаві» (Antena 3), Піна покинув «Globomedia» та заснував «Vancouver Media», власну продюсерську компанію. Першою постановкою став «Паперовий будинок», прем'єра якої відбулась на «Антені 3» 2 травня 2017 року, коли її побачили понад чотири мільйони глядачів. Серіал був розповсюджений «Netflix» по всьому світові, що стало найбільшим успіхом у його кар'єрі, і це призвело до підписання ексклюзивного контракту з потоковою платформою на створення та виробництво оригінального серіалу. У 2020 р. Алекс Піна випустив «Білі лінії».